# Панов, Андрей Александрович
Андре́й Алекса́ндрович Пано́в (25 февраля 1974, Смоленск — 1 марта 2000, высота 776, Чечня, Россия) — гвардии старший лейтенант в составе парашютно-десантного батальона 104-го гвардейского Краснознамённого парашютно-десантного полка 76-й гвардейской воздушно-десантной Черниговской Краснознаменной дивизии, Герой Российской Федерации. Похоронен в Смоленске.

## Биография
Родился 25 февраля 1974 года в Смоленске. Окончил восемь классов школы, после чего в 1989 году поступил в авиационный техникум. В 1993 году был призван на военную службу. В 1997 году окончил Санкт-Петербургское высшее общевойсковое командное училище, после чего был направлен на службу в воздушно-десантные войска. Проходил службу в 76-й гвардейской воздушно-десантной дивизии, был заместителем командира 6-й парашютно-десантной роты по воспитательной работе. С 4 февраля 2000 года Панов находился на территории Чечни, командовал взводом.
10 февраля, умело руководя действиями своего взвода, участвовал в отбитии нападения на колонну с грузом группы боевиков. 19 февраля в ходе перемещения блокпоста группа боевиков из Аргунского ущелья атаковала взвод Панова. Атака была отбита без потерь. 29 февраля 2000 года в составе 6-й роты взвод Панова выдвинулся в район высоты Исты-Корт в Шатойском районе. Столкнувшись с превосходящими по численности бандформированиями, взвод Панова стал прикрывать отход роты на высоту 776. В бою Панов получил ранение, но поля боя не покинул, продолжая управлять действиями своего взвода. Утром 1 марта сепаратисты вновь пошли в атаку на позиции взвода Панова. Панов вместе с десятью оставшимися бойцами сдерживал натиск противника ещё в течение 40 минут, погибнув в бою. Похоронен в Смоленске на Пасовском кладбище.

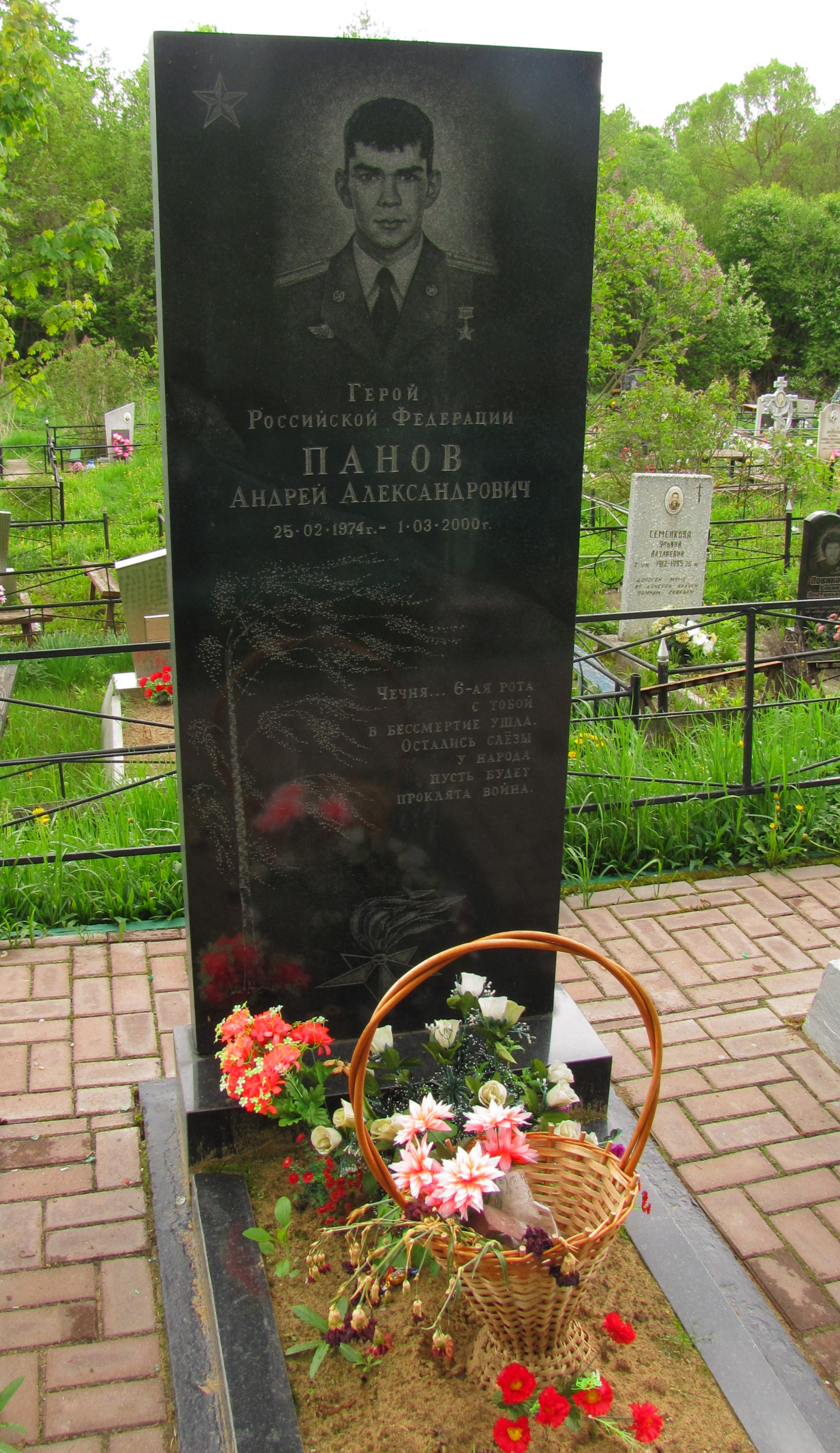
Могила Панова на Пасовском кладбище Смоленска

Указом Президента Российской Федерации от 12 марта 2000 года за «мужество и отвагу, проявленные при ликвидации незаконных вооруженных формирований в Северо-Кавказском регионе» гвардии старший лейтенант Андрей Панов посмертно был удостоен высокого звания Героя Российской Федерации.